# Відеоігрова залежність

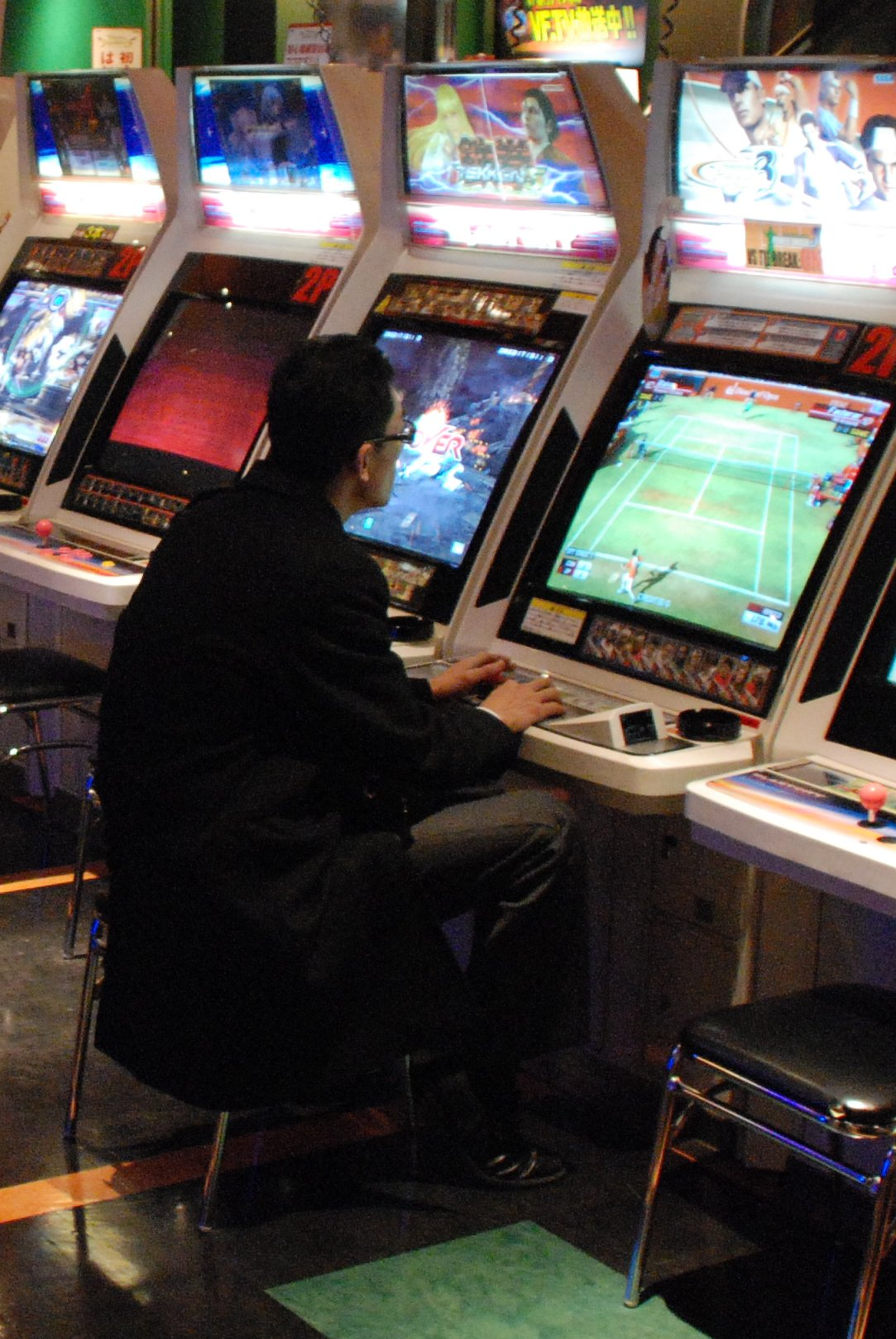
Гравець за аркадним відеоігровим автоматом

Відеоігрова залежність або геймінговий розлад (англ. gaming disorder) — розлад ігрової діяльності, що характеризується порушенням контролю над відеоіграми, підвищенням пріоритету гри над іншими інтересами та повсякденною діяльністю, а також продовженням грання та посиленням його інтенсивності, незважаючи на виникнення негативних наслідків. Відеоігрову залежність внесено ВОЗ до міжнародного класифікатора хвороб у 2018 році та затверджено в 2019.

## Прояви
Відеоігрова залежність має як фізіологічні, так і емоційні симптоми. До фізіологічних належать втома, мігрені через напругу очей, кистьовий тунельний синдром, викликаний надмірним використанням геймпадів або комп'ютерної мишки, недогляд за особистою гігієною. Емоційними симптомами є неспокій і дратівливість поза грою, заклопотаність думками про минулі і майбутні сеанси гри, обман близьких щодо часу, проведеного за іграми, самоізоляція з метою більше часу присвячувати відеоіграм.
Найбільш вразливими до розвитку такої залежності є діти і підлітки, зокрема хлопчики. Крім того до груп ризику належать ті, хто страждає від депресії, низької самооцінки, особи, що мають слабкі соціальні навички і/або багато неструктурованого часу, такі як школярі, незадіяні ніде поза школою. Під час розвитку залежності від відеоігор у особи можливий розвиток агорафобії, людина не хоче спілкуватися із зовнішнім світом або боїться це робити, для неї комфортно робити це безпечно — на відстані у відеогрі. Нерідкі випадки, коли геймер заперечує свою залежність.
Діагностувати відеоігрову залежність можливо в тому разі, коли поведінка людини зазнала значних порушень у особистих, сімейних, соціальних, освітніх, професійних або інших важливих сферах життя впродовж принаймні 12 місяців поспіль.
Відомо про 24 випадки ненасильницької смерті, що сталися через грання в відеоігри з 1982 по 2021 роки. Більшість випадків пов'язані з надмірно довгими сеансами гри (близько доби та більше) без відповідного відпочинку.

## Причини розвитку

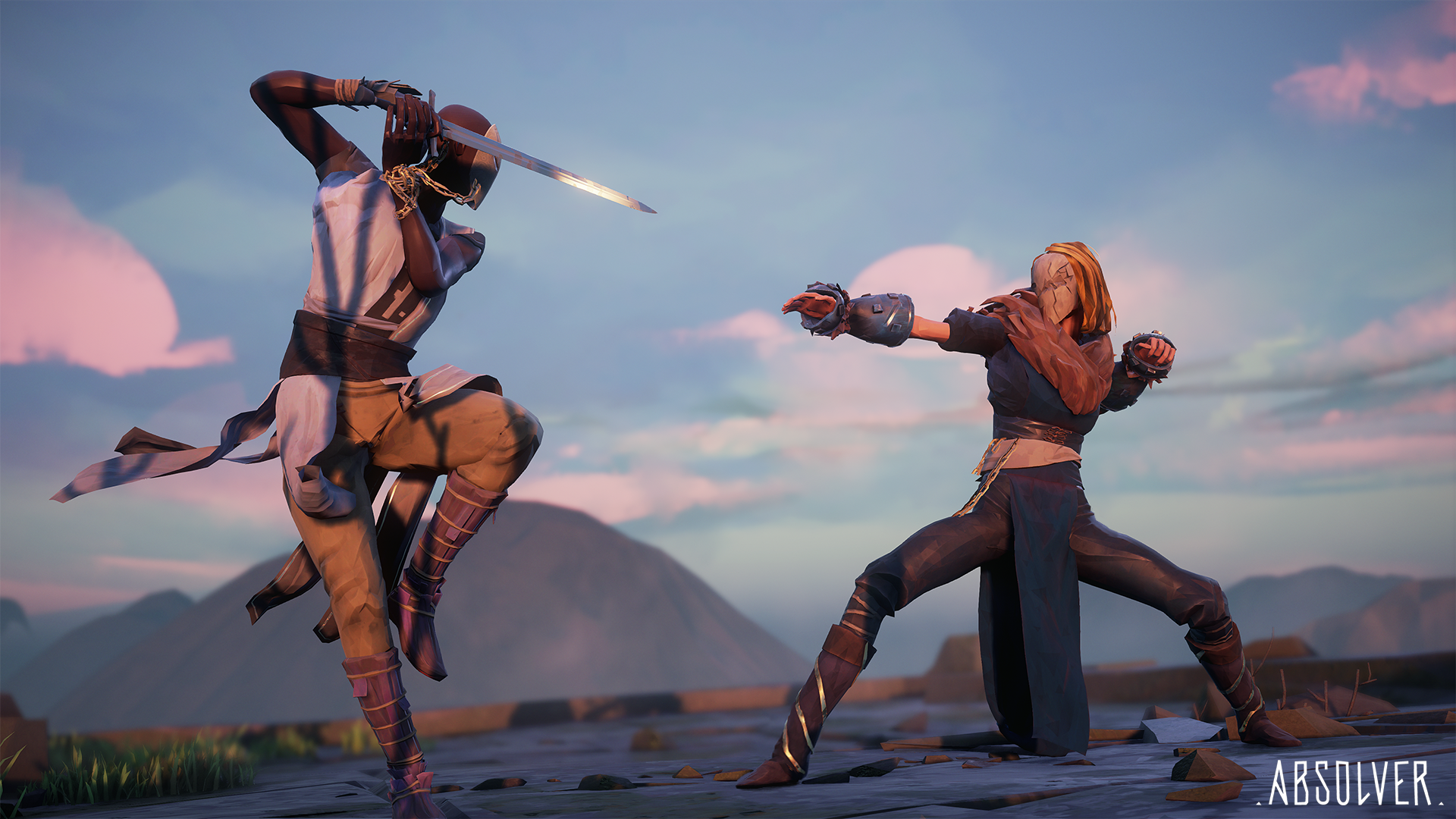
Відеоігри привабливі тим, що в них можна грати роль того, ким немає змоги бути в реальності. Наприклад, майстром бойових мистецтв.

З-поміж рис відеоігор, які роблять їх привабливими і можуть викликати залежність, основними вважаються:
- Боротьба за досягнення рекордів. У багатьох відеоіграх успіхи гравця виражаються через набір очок, здобуття карток досягнень, трофеїв. Гонитва за побиттям власного чи чужого рекорду змушує раз за разом повертатися до грання.
- Проходження гри. Прагнення завершити сюжет чи різні варіанти сюжету, пройти всі локації, досягти збільшення рівня розвитку свого персонажа спонукають проводити час за грою, навіть коли саме грання більше не приносить задоволення.
- Відігрування ролі. Рольова складова багатьох відеоігор дає змогу не просто грати, а наділити свого персонажа бажаними якостями, здійснювати вчинки, важкі або й неможливі в реальності. Додатково, виникає емоційна прив'язаність до персонажа, переживання за нього, які не дають припинити грати чи думати про нього.
- Дослідження. Подорожі віртуальним світом, пошуки його таємниць, виконання внутрішньоігрових завдань приваблюють гравців, змушуючи витрачати на його дослідження додатковий час.
- Відносини. В відеоіграх, особливо мережевих, гравці можуть спілкуватися, взаємодіяти між собою, співпрацювати для досягнення поставленої мети. Для деяких осіб відносини в грі постають більш прийнятними, ніж в реальності[7][8].

Іграми, що викликають найсильнішу залежність, найчастіше вважаються мережеві, особливо MMORPG та MOBA, оскільки вони фактично є нескінченними, не маючи кінцевої мети. Відомі випадки, коли занадто довга гра в них приводила до фатальних наслідків. Так, у жовтні 2005 року померла від виснаження китайська дівчинка (під ігровим нік-неймом Snowly) після багатодобової гри в World of Warcraft.
Безпечним часом гри, за якого шанс розвитку відеоігрової залежності мінімальний, вважається одна-дві години на добу.

## Історія проблеми
Вперше про шкоду відеоігор масово заговорили після виступу міністра охорони здоров'я США Еверетта Купа 9 листопада 1982 року. В Західному психіатричному інституті клініки Пітсбургу він, відповідаючи на питання присутніх, згадав шкоду від захоплення відеоіграми, які саме переживали пік популярності в США. Він згадав лише про залежність дітей від таких ігор «душею і тілом» і що в них немає нічого конструктивного, але наступного дня в новинах це було подано як нападки на відеоігри взагалі. Насправді погляд міністра був лише відображенням широко поширеного в суспільстві занепокоєння з приводу відеоігор. Батьки, вчителі та чиновники були схвильовані тим, що зали ігрових автоматів стали центрами дитячої злочинності. У медичних журналах з'являлися статті про нові захворювання, пов'язані з відеоіграми, такі як пошкодження зап'ясть через надмірне використання джойстиків і геймпадів. Додатково страхи підживлювалися чутками про підлітків, які вмирали від серцевих нападів після того, як грали багато годин поспіль.
У Великій Британії роком раніше член парламенту від лейбористської партії Джордж Фоулкс висловив пропозицію прийняти закон, який давав би місцевій владі право забороняти ігрові зали. Відеоігри він звинувачував у висмоктуванні «кривавих грошей» з «тисяч слабких дітей».
Ключовим в питанні щодо відеоігрової залежності стало 1 грудня 1994 року, коли сенатор від штату Коннектикут Джозеф Ліберман звернув увагу громадськості на поширення жорстоких відеоігор. Хоча виступ акцентувався на проблемах популяризації й ідеалізації через відеоігри насильства, сексизму і расизму, без прямих згадок залежності, саме відтоді, через великий суспільний резонанс, почалися її серйозні дослідження. «Ми більше не говоримо про Рас-Man або Space Invaders, — заявляв Ліберман. — Ми говоримо про відеоігри, які прославляють насильство і вчать дітей насолоджуватися найжахливішими формами жорстокості, які тільки можна уявити». Захоплення відеоіграми пов'язувалося зі сплеском насильства серед підлітків, зокрема з використанням вогнепальної зброї.
17 % користувачів Facebook зізналися в 2010 році, що відчувають ігрову залежність. Опитування Lightspeed Research стверджувало, що дві третини респондентів грали в одну або дві соціальні ігри п'ять днів на тиждень, тоді як третина респондентів грали щодня. Деякі дослідники вважають, що відеоігрова залежність виникає через онлайнові ігри, і відповідно є різновидом інтернет-залежності.
Британський терапевт Стів Поуп, у статті «Gaming addiction grips youngsters» з газети «Lancashire Evening Post», заявив, що дві години проведені з гральною консоллю співставні з прийняттям доріжки кокаїну. Як негативні приклади залежності він наводить такі ситуації, коли ігромани відмовляються від друзів, переходять на нездорову їжу, покидають навчання, у них підвищується агресивність, схильність до насильства і ряд інших факторів. Стаття викликала широкий резонанс у пресі і її гостро критикували за упереджений характер і відсутність будь-яких переконливих доказів.
Німецький психіатр і невролог Андреас Гайнц у 2015 році порівняв потяг до відеоігор з потягом до алкоголю чи наркотиків, але зауважив, що короткочасні захоплення чим-небудь не є порушенням: «Я категорично проти того, щоб пристрасні форми життя називали патологічною залежністю… ви повинні бути обережними, називаючи поведінку залежністю лише тому, що вона соціально небажана». Психолог Марк Гриффітс із International Gaming Research Unit, зауважив, що не кожне надмірне захоплення є залежністю: «фундаментальна відмінність між надмірним ентузіазмом і залежністю полягає в тому, що здоровий ентузіазм додає [щось у] життя, тоді як залежність позбавляє».
Дослідники з Університету Ноттінгему і Університету Оулу у Фінляндії, опитавши до 2017 року близько 130 тис. геймерів у всьому світі у віці 12-88 років, встановили, що до 16 % проблем, пов'язаних з ОКР і фізичними симптомами, пов'язані з залежністю від відеоігор.
У 2018 році ВОЗ було складено оновлений класифікатор хвороб (11-а ревізія або ICD-11), куди внесено відеоігрову залежність під назвою «геймінговий розлад». Остаточний текст було затверджено 25 травня 2019 року, а вступ його в силу відбувся з початком 2022 року. Лікарська спільнота сприйняла нововведення неоднозначно: 60,8 % вчених погодилися, що патологічне захоплення відеоіграми може бути проблемою психічного здоров'я, але 30,4 % лишилися скептичними.
У вересні 2021 року вперше в світі в Іспанії госпіталізували на два місяці підлітка через залежність від відеогри Fortnite.

## Заходи з боротьби
У систематичному огляді 2017 року перелічено три типи урядових стратегій щодо подолання відеоігрової залежності: 1) обмеження доступності відеоігор (відключення від гри, система втоми персонажів, батьківський контроль), 2) зменшення ризиків і шкоди (попереджувальні повідомлення), 3) надання послуг допомоги залежним для геймерів. Більшість цих стратегій були або не такими ефективними, як передбачалося, або недостатньо оціненими на ефективність. Бупропіон, препарат, який зазвичай використовується для лікування депресії та СДУГ, продемонстрував позитивний ефект у лікуванні симптомів залежності від відеоігор.
Міністерство культури і спорту Південної Кореї розпочало 2011 року програму нічного вимкнення, призначену боротися з ігровою залежністю, від якої потерпають понад 2 млн користувачів у країні. Суть проведених заходів полягає в закритті доступу гравцям молодшим 16-и років до онлайнових ігор протягом шести годин на добу після опівночі. Проте 2021 року дію програми припинили як таку, що порушує права молоді та пригнічує корейську відеоігрову індустрію.
Опитування, проведене в 2007 році Центром соціальних служб КНР для молоді, показало, що 183 млн молодих людей мають пристрасть до онлайнових ігор. Те саме опитування, проведене роком пізніше, повідомило про 170,2 млн — через заходи, що включають вимогу від видавців ігор відмовляти дітей від гри понад 3 години на день і примушування молодь реєструватися в онлайнових іграх, використовуючи свої справжні особи. З серпня 2021 року дітям у КНР заборонено грати більше трьох годин на тиждень. Занепокоєння щодо часу, проведеного перед екраном, посилилося через перехід на онлайн-навчання та карантинні заходи, пов'язані з пандемією COVID. Комітет групи китайської ігрової індустрії заявив у листопаді 2022 року, що 75 % геймерів стали грати менше.
У 2013 році чоловік з Китаю, занепокоєний залежністю свого сина, найняв онлайн-вбивць, щоб вони вбивали синового персонажа щоразу, коли він входив у систему. Він сподівався, що багаторазові втрати персонажа допоможуть його синові втратити інтерес до гри.